# Musafirkhana
Musafirkhana is een nagar panchayat (plaats) in het district Amethi van de Indiase staat Uttar Pradesh.

## Demografie
Volgens de Indiase volkstelling van 2001 wonen er 7.373 mensen in Musafirkhana, waarvan 53% mannelijk en 47% vrouwelijk is. De plaats heeft een alfabetiseringsgraad van 66%.